# Pesti-hordalékkúpsíkság
A Pesti-hordalékkúpsíkság földrajzi kistáj (földrajzi tájegység) Magyarországon. A síkság az Alföld nagytáj, ezen belül a Duna menti síkság középtáj részét képezi. Köznapi elnevezése a rövidebb Pesti-síkság.

## Határai és leírása
Határai északról és keletről az Északi-középhegység (Börzsöny, Cserhát, Gödöllői-dombság és Monor–Irsai-dombság), nyugatról a Duna, délről a Csepeli-sík és a Kiskunság.
A Pesti hordalékkúpsíkság legalacsonyabb pontja a Duna medrében álló 96 méteres tengerszint feletti magasságú Ínség-szikla, míg a legmagasabb pontja a 241 méter magas Erdő-hegy Rákoskerten, ami egyben a Duna menti síkság legmagasabb pontja is. (Mindkettő Budapesten helyezkedik el.) A tájegység egy dél felé nyitott, félmedenceszerű kistáj, amely kelet felé, a magasabb teraszok irányába lépcsőzetesen emelkedik. A teraszok nagyjából észak-dél irányú sávjait a Duna bal parti mellékvizeinek völgyei nyugat-kelet irányban mozaik- és sakktáblaszerűen szabdalják. Az átlagos relatív relief 8 m/km2. A keresztirányban völgyközi hátakká formált magasabb teraszok eróziós és deráziós völgyekkel rendkívül gazdagon szabdaltak. A felszín döntő többsége közepes magasságú, tagolt síkság.
A tájegység a Duna menti síkság északi, elkeskenyedő részét képzi, melyet a Budai-hegység és a Gödöllői-dombság közé ékelődő hordalékkúp-teraszok tagolnak. Jelentős hányadát települések és mezőgazdasági területek foglalják el. Növény fajszám: 400-600, ezen belül védett fajok száma 40-60.
Talán a legismertebb mocsaras területe a Merzse-mocsár, amely Budapest XVII. kerülete szélén található.

## Települések
A tájegység települései (a Szentendrei-sziget települései nélkül, északról délre):
- Vác
- Sződliget
- Göd
- Dunakeszi
- Budapest (a Dunától keletre eső része, Csepelt kivéve)
- Ecser
- Vecsés
- Gyál
- Üllő
- Vasad
- Csévharaszt
- Felsőpakony
- Alsónémedi
- Ócsa
- Inárcs
- Kakucs
- Újhartyán